# Magnolia fistulosa
Magnolia fistulosa là một loài thực vật có hoa trong họ Magnoliaceae. Loài này được (Finet & Gagnep.) Dandy mô tả khoa học đầu tiên năm 1928.